# Nak (Tolna)
Pour les articles homonymes, voir Nak.
Nak est un village et une commune du comitat de Tolna en Hongrie.